# Western Sydney Wanderers FC
Western Sydney Wanderers és un club de futbol d'Austràlia, va ser fundat el 4 d'abril de 2012. Competeix a l'A-League, màxima Categoria Professional del país. Representa a l'oest de Sydney i el seu estadi es troba a Parramatta.

## Història
Des de la creació de l'A-League el 2005, el districte oest de Sydney, una zona amb tradició futbolística, havia intentat acollir un equip professional. Amb vuit franquícies disponibles per a cadascuna de les ciutats més importants, la Federació de Futbol d'Austràlia va obligar al fet que el candidat de Sydney utilitzés el Sydney Football Stadium, a l'est de la ciutat. La decisió federativa va frustrar a la candidatura de la zona oest, que pretenia disputar els seus partits a Parramatta. Finalment, el seleccionat va ser el Sydney Football Club, que a més va ingressar amb un acord d'exclusivitat local per cinc anys.
Anys més tard, la lliga va ampliar el seu nombre de participants i un consorci del districte oest, liderat per l'empresari Ian Rowden, va presentar una candidatura sota el nom Sydney Rovers FC. Al setembre de 2009, l'FFA li va atorgar una franquícia d'expansió per a la temporada 2011-12. No obstant això, el grup no va fer front als requisits econòmics i se li va retirar la invitació. Després que algunes de les franquícies d'expansió en ciutats menys poblades fracassessin, l'A-League va canviar la seva política i va acceptar que les més importants, Sydney i Melbourne, comptessin amb més d'un club.
El 4 d'abril de 2012, l'FFA va anunciar un nou equip per al districte oest de Sydney, que va ser recolzat per futbolistes internacionals com Scott Chipperfield, Tim Cahill i Lucas Neill. L'organisme controlaria al club durant un màxim de tres anys fins que trobés un comprador, pel que va nomenar president a Lyall Gorman, exdirigent del Central Coast Mariners FC, i entrenadors a Tony Popovic i Dante Milicic. A més, va establir trobades amb ciutadans de la zona per decidir el nom, els colors i l'estadi. El 25 de juny de 2012 es va fer oficial que jugaria els seus partits a l'estadi de Parramatta i s'anomenaria Western Sydney Wanderers.
Va debutar en la temporada 2012-13 amb Michael Beauchamp com a capità i el japonès Shinji Ono de jugador franquícia. En el seu any inaugural es va proclamar campió de la temporada regular i van estar a punt de guanyar la lliga, però van caure en la final enfront del Central Coast Mariners FC per 0-2. En la campanya 2013-14 va succeir alguna cosa semblant, perquè van superar la fase final però van perdre l'últim partit contra el Brisbane Roar FC. En finalitzar el curs, es va fer oficial que un consorci liderat per Paul Lederer, propietari de l'empresa càrnia Premier Smallgoods, havia comprat la franquícia per 10 milions de dòlars australians.
El Western Sydney es va proclamar campió de la Lliga de Campions de l'AFC en la seva edició de 2014, després de derrotar en la final a l'Al Hilal per 1-0 en l'anada (gol de Tomi Juric) i 0-0 en la tornada. En la Copa Mundial de Clubs van ser eliminats en els quarts de final pel Cruz Azul mexicà en la pròrroga, i van quedar sisens en perdre contra l'I.S. Sétif algerià en els penals.

## Símbols

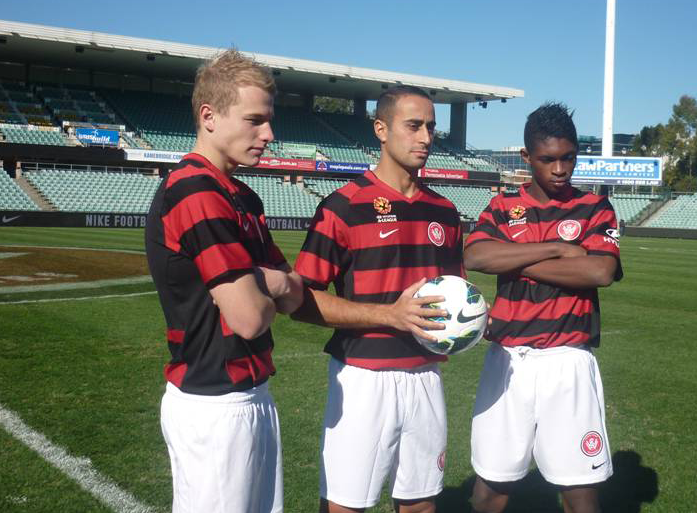
Presentació de les equipacions.

El nom del club, Western Sydney Wanderers, va ser triat per la comunitat del districte oest, que va votar cinc candidatures (Athletic, Wanderers, Wolves, Strikers i Rangers). La denominació Wanderers ret homenatge a "The Wanderers", pioner del futbol a Nova Gal·les del Sud, que va disputar a Parramatta el seu primer partit el 14 d'agost de 1880 contra un club de rugbi local. També es van seleccionar el vermell, negre i blanc com a colors socials.
L'escut està format per un logotip estilitzat de color blanc amb les inicials del club, sobre un fons vermell amb el nom_original i envoltat per un cercle negre.

## Uniforme
El Western Sydney Wanderers juga amb una equipació titular de vermell, negre i blanc, seleccionada pels afeccionats. El fabricant de la roba és Nike, Inc, mentre que el patrocinador és l'asseguradora NRMA (National Roads and Motorists' Association).
- Uniforme titular: Samarreta vermella i negra a ratlles horitzontals, pantalons blancs, mitges negres.
- Uniforme alternatiu: Samarreta blanca amb ratlles horitzontals negres, pantalons blancs, mitges blanques.

## Estadi

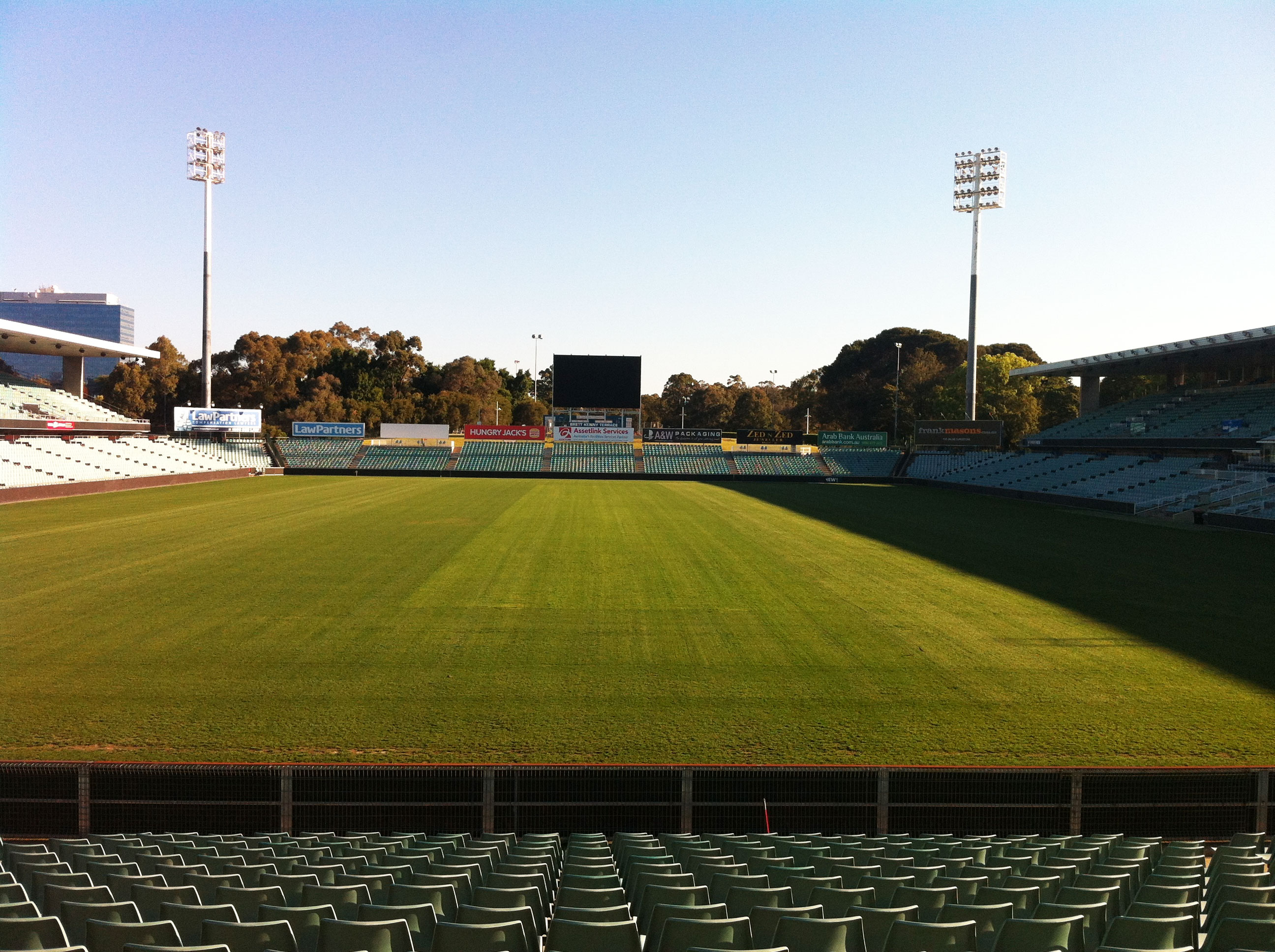
Interior del Parramatta Stadium.

El camp on el Western Sydney Wanderers juga els seus partits com a local és el Parramatta Stadium. Compta amb capacitat per 21.487 espectadors i gespa natural. Comparteix pista amb Parramatta Eels, un equip de rugbi a 13 que participa en la National Rugbi League. La comunitat del districte oest de Sydney el va seleccionar com l'opció favorita, encara que també va expressar el seu desig de comptar amb un estadi en propietat algun dia.
Va ser inaugurat el 5 de març de 1986 per la reina Isabel II del Regne Unit i encara que és més conegut pel rugbi, també acull futbol i beisbol. Va ser la llar del Parramatta Power, equip de l'extinta National Soccer League, des de 1999 fins a 2004. A més, ha albergat concerts d'artistes tan importants com Michael Jackson o Paul McCartney, els qui van omplir el recinte durant dos dies consecutius el 1986 i el 1993, respectivament.

## Palmarès

### Títols nacionals
- Subcampió de la Primera Divisió d'Austràlia (2): 2012-13, 2013-14

### Títols Internacionals
- Lliga de Campions de l'AFC (1): 2014